# Einbindige Schmalbrustameise
Die Einbindige Schmalbrustameise (Temnothorax unifasciatus) ist eine in Europa vorkommende Ameisenart aus der Unterfamilie der Knotenameisen.

## Merkmale
Einbindige Schmalbrustameise ist eine sehr kleine, auffallend gefärbte Ameise. Die Kolonien sind obligatorisch monogyn, die Königin misst 3,7–4,5 mm, Arbeiterinnen sind 2,0–3,5 mm lang. Sie sind rotbraun bis gelblich gefärbt und zeigen auf der Gaster einen breiten dunklen Querstreifen, der auch für die Benennung der Art ausschlaggebend war. Von den Finnen bestimmter Bandwurm-Arten befallene Ameisen haben eine hellere Färbung.

## Lebensweise
Die Einbindigen Schmalbrustameisen leben in warmen Lagen trockener Wälder. Die Kolonien bestehen aus relativ wenigen Individuen, die Nester werden in passenden, sehr kleinen Hohlräumen, wie beispielsweise einem leeren Gallapfel, angelegt. Sie leben in Totholz, in und unter Rindenstücken und zwischen Steinen. Sie ernähren sich zoophag, zusätzlich wird auch Honigtau aufgenommen.
Die Einbindige Schmalbrustameise ist wenig aggressiv gegen andere Kolonien und Arten und vermeidet Konfrontationen. Die geringe Individuenanzahl der Kolonien dürfte auch ein Grund sein, dass es keine spezialisierten Arbeiterinnen gibt, die kranke oder tote Tiere aus dem Nest tragen. Es wurde jedoch beobachtet, dass kranke oder schwache Tiere sich am Ende ihres Lebens freiwillig aus dem Nest entfernen und weiteren Sozialkontakt mit gesunden Tieren meiden. Bei Abwesenheit einer Königin können Arbeiterinnen fertil werden, diese werden aber bei der Rückkehr einer Königin sofort angegriffen und aus dem Nest verdrängt.

## Verbreitung
Die Einbindige Schmalbrustameise kommt im Laubwald, aber auch Mischwald mit Eichen, in Föhrenbeständen und waldähnlichen
Gehölzen, in Gärten, Parks und Obstwiesen. Am häufigsten ist sie auf dem steinigen Boden
von südexponierten, trocken-warmen Hängen im Offenland in ganz Europa außer in Großbritannien zu finden. In Deutschland sind die Bestände derzeit rückläufig.

## Systematik
Temnothorax unifasciatus wurde ursprünglich als Formica unifasciatus von Latreille 1798 beschrieben. 2003 wurde Temnothorax von B. Bolton aus der Gattung Leptothorax ausgegliedert.
Unterarten:
- T. u. unifasciatus
- T. u. obenbergeri
- T. u. staegeri
- T. u. unifasciatonigriceps